# Lukáš Vaculík
Lukáš Vaculík (* 8. června 1962 Praha) je český herec.

## Život a kariéra
Po studiích na pražské konzervatoři působil v Městských divadlech pražských. Zahrál si také v Divadle Rokoko a v Činoherním klubu. Jedná se i o úspěšného filmového herce, kde získal hereckou škatulku hodného chlapce či mladého muže – slušňáka a intelektuála. Mezi jeho pozoruhodné filmové role patří zejména Kachyňovy psychologické filmy Lásky mezi kapkami deště či Oznamuje se láskám vašim, Olmerův Tankový prapor nebo Soukupovy filmy Vítr v kapse, Láska z pasáže a Kamarád do deště.

## Spor s Pestrým světem
V roce 2006 uveřejnil bulvární týdeník Pestrý svět článek o jeho údajné homosexuální orientaci a o tom, že se údajně stýká s milencem. Pokusil se bránit podáním trestního oznámení, ale to policie a státní zastupitelství odložily. Neuspěl ani s ústavní stížností. Podal proto občanskoprávní žalobu na ochranu osobnosti, v níž požadoval omluvu a odškodnění 300 tisíc Kč. Dne 10. června 2009 Městský soud v Praze rozhodl, že se mu vydavatelství Bauer Media musí za tuto nepravdivou informaci omluvit. Vydavatelství se odvolalo. Vrchní soud v Praze 30. března 2010 rozsudek včetně odškodného přiznaného v požadované výši potvrdil, oproti původnímu rozsudku však upravil povinnost omluvy.

## Filmografie

### Film
- 1979 Lásky mezi kapkami deště – Kajda
- 1980 Zlatá slepice – Roman
- 1981 Zakázaný výlet – Josef
- 1981 Neříkej mi majore! – chlapec
- 1982 Zelená vlna – „blonďák“
- 1983 Vítr v kapse – Ondřej
- 1984 Láska z pasáže – Pavel
- 1984 Kráľ Drozdia brada – Kráľ Michal
- 1984 Této noci v tomto vlaku – průvodčí ČSD-JLV Emil
- 1984 Barrandovské nokturno aneb Jak film tančil a zpíval – zpěvák
- 1988 Kamarád do deště – Tomáš
- 1989 Oznamuje se láskám vašim – Kája
- 1990 Divoká srdce (povídka Dlužný výstřel) – Orlov
- 1991 Tankový prapor – Danny Smiřický
- 1992 Kamarád do deště II – Příběh z Brooklynu – Tomáš
- 1993 Nahota na prodej – Egon
- 1995 Válka barev – Ondřej
- 1999 Z pekla štěstí – Kujbaba
- 2000 Princezna ze mlejna 2 – generál
- 2001 Z pekla štěstí 2 – Kujbaba
- 2003 Jak básníci neztrácejí naději – Karas
- 2009 Jménem krále – Marek z Vartemberka
- 2012 Tady hlídám já – Ivan
- 2013 Příběh kmotra – Čestmír Cajthaml
- 2015 Vybíjená – učitel Vartecký
- 2016 Jak básníci čekají na zázrak – Karas
- 2018 Ten, kdo tě miloval – státní zástupce Zvoníček
- 2018 O zakletém králi a odvážném Martinovi

### Televize
- 1982 Větrná setba
- 1982 Vyhnanství
- 1983 O velkém nosu – princ Nosáč
- 1983 Psí kůže"
- 1984 Této noci v tomto vlaku
- 1984 Cawdor a Fera
- 1985 Dva t. č. v zel. hl. dvě veselé nekuř.
- 1989 Berenika – princ Bernard
- 1990 Radostný život posmrtný
- 1990 Vzpomínka na břehu moře
- 1991 Láska zlatnice Leonetty
- 1993 Zelený rytíř – princ Kornel
- 1994 Hrad stínů
- 1994 Nesmluvená setkání
- 1994 Elegantní řešení
- 1994 Die Winterreise / Zimní cesta
- 1994 Zlaté hejno – Václav
- 1995 Hrad stínů – princ
- 1995 Jediná na světě
- 1995 Kníže Václav – titulní role
- 1995 Netrpělivost srdce – poručík Hofmiler
- 1996 Úpis (z cyklu Nečekaná setkání)
- 1997 Vojtík a duchové – rytíř Cyprián z Višně
- 1997 Cyprián a bezhlavý prapradědeček – rytíř Cyprián z Višně
- 1997 O zlé a dobré vodě
- 1998 O třech ospalých princeznách – Princ Emanuel
- 1998 Svetlo – Ivan
- 1999 Ani málo, ani moc – Luboš
- 1999 Pán hradu – Jindřich
- 1999 Mořská brána
- 2002 Miláček – Georges Duroy
- 2002 Vyvraždění rodiny Greenů – Dr. von Blom
- 2003 Chlípník
- 2003 Past
- 2005 Eden – Zlatá karta
- 2008 Fredy a Zlatovláska – Alfréd Lánský
- 2008 Pohádkové počasí – meteorolog Chládek
- 2008 Na vlky železa
- 2008 Fišpánská jablíčka – král
- 2011 Vůně kávy
- 2016 Pravý rytíř – knight Theodor
- 2018 Metanol

### Televizní seriály
- 1982 Dobrá Voda – Michal
- 1984 Sanitka (4. díl) – syn Milušky
- 1985 Třetí patro – Martin Brázda
- 1986 Malý pitaval z velkého města – číšník (epizoda Valutová příhoda)
- 1989 Dobrodružství kriminalistiky (epizoda Střela)
- 1996 Draculův švagr (12. část Láska na Kramberku) – malíř
- 1996 Lékárníkových holka – Václav Moučka
- 1997 Motel Anathema – fotograf Roland
- 2000 Případy detektivní kanceláře Ostrozrak – Honza Robota
- 2000 Přízraky mezi námi
- 2004 Černí baroni – Vločka
- 2005 Strážce duší – Viktor Armín
- 2006 Poslední sezóna – Kníže, lékař HC Olymp
- 2006 Eden (1. část Zlatá karta) (TV seriál) – Zdeněk Franta
- 2008 Soukromé pasti (epizoda Něžný vetřelec)
- 2009 Proč bychom se netopili – Křižák
- 2011 Soukromé pasti (epizoda Manželství nebo život)
- 2012 Nejlepší Bakaláři
- 2013 Nevinné lži (epizoda Druhý dech)
- 2015 Místo zločinu Plzeň – plukovník Karel Drtina
- 2016 Rapl – KGBák Hojzar
- 2017 Temný Kraj – Petr Kraj
- 2017 Četníci z Luhačovic – rytmistr Jirka
- 2017 Spravedlnost – Dostál
- 2019 Temný Kraj (2. řadu seriálu) – Petr Kraj
- 2021 Ochránce – Aleš Pelán